# Cohors I Lucensium (Germania)
Die Cohors I Lucensium [Hispanorum] [pia fidelis] (deutsch 1. Kohorte aus dem conventus Lucensis [der Hispanier] [loyal und treu]) war eine römische Auxiliareinheit. Sie ist durch Militärdiplome und Inschriften belegt.

## Namensbestandteile
- Cohors: Die Kohorte war eine Infanterieeinheit der Auxiliartruppen in der römischen Armee.

- I: Die römische Zahl steht für die Ordnungszahl die erste (lateinisch prima). Daher wird der Name dieser Militäreinheit als Cohors prima .. ausgesprochen.

- Lucensium: aus dem conventus Lucensis. Die Soldaten der Kohorte wurden bei Aufstellung der Einheit auf dem Gebiet des conventus (iuridicus) Lucensis (mit der Hauptstadt Lucus Augusti) rekrutiert.[1][2][3]

- Hispanorum: der Hispanier. Der Zusatz kommt in einer Inschrift[4] vor.

- pia fidelis: loyal und treu. Domitian (81–96) verlieh den ihm treu gebliebenen römischen Streitkräften in Germania inferior nach der Niederschlagung des Aufstands von Lucius Antonius Saturninus die Ehrenbezeichnung pia fidelis Domitiana.[5] Der Zusatz kommt in Militärdiplomen von 127 bis 150 und in einer Inschrift[6] vor.

Da es keine Hinweise auf die Namenszusätze milliaria (1000 Mann) und equitata (teilberitten) gibt, ist davon auszugehen, dass es sich um eine Cohors quingenaria peditata, eine reine Infanterie-Kohorte, handelt. Die Sollstärke der Einheit lag bei 480 Mann, bestehend aus 6 Centurien mit jeweils 80 Mann.

## Geschichte
Die Kohorte war in den Provinzen Germania und Germania inferior stationiert. Sie ist auf Militärdiplomen für die Jahre 81/84 bis 152 n. Chr. aufgeführt.
Der erste Nachweis in Germania beruht auf einer Inschrift, die in Mainz-Zahlbach gefunden wurde. Durch ein Diplom ist die Einheit erstmals 81/84 in der Provinz belegt. In dem Diplom wird die Kohorte als Teil der Truppen (siehe Römische Streitkräfte in Germania) aufgeführt, die in der Provinz stationiert waren. Weitere Diplome, die auf 98 bis 152 datiert sind, belegen die Einheit in Germania inferior.

## Standorte
Standorte der Kohorte in Germania inferior waren möglicherweise:
- Matilo (Leiden-Roomburg):[3] eine Inschrift[10] wurde hier gefunden.

## Angehörige der Kohorte
Folgende Angehörige der Kohorte sind bekannt.

### Kommandeure
- [] Cruscellio:[11] er wird auf einem Diplom von 127 (KJ-2010-185) als Kommandeur genannt.

### Sonstige
- [?]:[11] ein Diplom von 127 (KJ-2010-185) wurde für ihn ausgestellt.
- Reburrus, ein Soldat (CIL 13, 7045)